# Samsung Galaxy S24
Samsung Galaxy S24 este o serie de smartphone-uri bazate pe Android proiectate, dezvoltate, fabricate și comercializate de Samsung Electronics ca parte a seriei sale emblematice Galaxy S. Ele servesc colectiv ca succesor al seriei Galaxy S23⁠(d). Telefoanele au fost anunțate pe 17 ianuarie 2024, la evenimentul Galaxy Unpacked⁠(d), alături de Galaxy AI, în San Jose, California. Telefoanele au fost lansate ulterior pe 31 ianuarie 2024.

## Lineup
Seria Galaxy S24 include trei dispozitive, care împart aceeași gamă și aceleași dimensiuni ale ecranului ca și seria anterioară Galaxy S23⁠(d). Flagship-ul Galaxy S24 are un ecran plat de 6,2 inci (155 mm). Galaxy S24+ are un hardware similar într-un format de 6,7 inci (168 mm). La vârful gamei, Galaxy S24 Ultra are un ecran plat de 6,8 inci (173 mm), cu margini curbate. S24 și S24+ sunt echipate cu Snapdragon 8 Gen 3 în SUA, Canada, China, Macao, Hong Kong, Taiwan și Japonia, în timp ce un Samsung Exynos⁠(d) 2400 este utilizat în restul lumii, inclusiv Coreea de Sud, India și Orientul Mijlociu. S24 Ultra este echipat cu Snapdragon 8 Gen 3 în toate piețele.

## Design
Galaxy S24 și S24+ dispun de versiuni din aluminiu și sticlă și sunt disponibile în patru culori standard: Amber Yellow, Marble Gray, Cobalt Violet și Onyx Black, cu trei culori suplimentare disponibile doar prin intermediul site-ului Samsung: Jade Green, Sapphire Blue și Sandstone Orange. S24 Ultra dispune de versiuni de titan ale acestor culori.

### Display
Seria Galaxy S24 dispune de un ecran „Dynamic AMOLED 2X” cu suport HDR10+⁠(d), 2600 niți de luminozitate maximă, LTPS și tehnologie „dynamic tone mapping”. Toate modelele utilizează un senzor ultrasonic de amprentă în ecran. Seria S24 utilizează un afișaj cu rată de reîmprospătare variabilă cu o gamă de 1 Hz sau 24 Hz până la 120 Hz.
Galaxy S24 Ultra, pe lângă caracteristicile lui S24+, utilizează sticla Corning Gorilla Glass Armor și tehnologia LTPO⁠(d) pe ecranul său, dar renunță la marginile curbate observate la Galaxy S23 Ultra.
| Model     | Dimensiunea display-ului | Rezoluție | Densitate | Raportul de aspect | Rata de reîmprospătare maximă | Rată de reîmprospătare variabilă | Formă                           |
| --------- | ------------------------ | --------- | --------- | ------------------ | ----------------------------- | -------------------------------- | ------------------------------- |
| S24       | 6,2 inches (157 mm)      | 2340×1080 | ~416 ppi  | 19.5:9             | 120 Hz                        | 1 Hz la 120 Hz                   | Colțuri rotunjite, laturi plate |
| S24+      | 6,7 inches (170 mm)      | 3120×1440 | ~513 ppi  | 19.5:9             | 120 Hz                        | 1 Hz la 120 Hz                   | Colțuri rotunjite, laturi plate |
| S24 Ultra | 6,8 inches (173 mm)      | 3120×1440 | ~505 ppi  | 19.5:9             | 120 Hz                        | 1 Hz la 120 Hz                   | Colțuri ascuțite, laturi plate  |

### Camera foto
Galaxy S24 și S24+ au un senzor wide de 50 MP, un senzor tele telefoto 3x de 10 MP și un senzor ultrawide de 12 MP. Modelul S24 Ultra are un senzor wide de 200 MP, un senzor tele telefoto periscop 5× de 50 MP, un senzor tele telefoto 3x de 10 MP și un senzor ultrawide de 12 MP. Camera frontală utilizează un senzor de 12 MP pe toate cele trei modele.
| Modele                | Modele       | Galaxy S24 și S24+                                                       | Galaxy S24 Ultra                                                                      |
| --------------------- | ------------ | ------------------------------------------------------------------------ | ------------------------------------------------------------------------------------- |
| Wide                  | Specificații | 50 MP, f/1.8, 23 mm, 1/1,56", Dual Pixel PDAF, OIS                       | 200 MP, f/1.7, 23 mm, 1/1,3", PDAF, laser AF, OIS                                     |
| Ultrawide             | Specificații | 12 MP, f/2.2, 13 mm, 1/2,55", PDAF, optică de la 0,6x la 0,9x            | 12 MP, f/2.2, 13 mm, 1/2,55", PDAF, optică de la 0,6x la 0,9x                         |
| Telefotografie        | Specificații | 10 MP, f/2.4, 70 mm, 1/3,94", PDAF, OIS, tele optic 3×, zoom digital 30x | 10 MP, f/2.4, 70 mm, 1/3,52", PDAF dual pixel, OIS, tele optic 3×, zoom digital 30x   |
| Periscop teleobiectiv | Specificații | –                                                                        | 50 MP, f/3.4, 115 mm, 1/2.52", PDAF dual pixel, OIS, tele optic 5×, zoom digital 100x |
| Față                  | Specificații | 12 MP, f/2.2, 25 mm, PDAF                                                | 12 MP, f/2.2, 25 mm, PDAF                                                             |

### Baterii
Galaxy S24, S24+ și S24 Ultra conțin baterii Li-ion nedetașabile de 4.000 mAh, 4.900 mAh și, respectiv, 5.000 Li-ion. S24 se încarcă doar la 25 de wați, în timp ce S24+ și S24 Ultra se încarcă la 45 de wați încărcare.

### Conectivitate
Galaxy S24 și S24+ acceptă conectivitate 5G SA/NSA/Sub6, Wi-Fi 6E⁠(d) și Bluetooth 5.3, în timp ce Galaxy S24 Ultra acceptă în plus Wi-Fi 7⁠(d) și bandă ultra-largă (UWB). Toate modelele acceptă 5G mmWave exclusiv în SUA.

### Memorie și stocare
Telefoanele Galaxy S24 dispun de memorie LPDDR5X de 4.800 MT/s⁠(d) și Universal Flash Storage 3.1 cu 128 GB sau versiunea 4.0 cu 256 GB și peste.
| Modele     | Galaxy S24 | Galaxy S24 | Galaxy S24+ | Galaxy S24+ | Galaxy S24 Ultra | Galaxy S24 Ultra |
| Modele     | RAM        | Stocare    | RAM         | Stocare     | RAM              | Stocare          |
| ---------- | ---------- | ---------- | ----------- | ----------- | ---------------- | ---------------- |
| Varianta 1 | 8 GB       | 128 GB     | –           | –           | 12 GB            | 256 GB           |
| Varianta 2 | 8 GB       | 256 GB     | 12 GB       | 256 GB      | 12 GB            | 512 GB           |
| Varianta 3 | 12 GB      | 256 GB     | 12 GB       | 512 GB      | 12 GB            | 1 TB             |
| Varianta 4 | 8 GB       | 512 GB     | –           | –           | -                | -                |

### Software
Telefoanele Samsung Galaxy S24 au fost lansate cu Android 14 cu experiența de utilizator Samsung One UI 6.1. Samsung a promis 7 ani de patch-uri de securitate și actualizări ale sistemului de operare.
Acestea utilizează Gemini Nano, de pe dispozitivul Google, utilizat deja de propriul Pixel 8 Pro⁠(d).

## Recepție

### S Pen fierbinte
Unii utilizatori au observat că S Pen-ul⁠(d) Galaxy S24 Ultra „pute absolut”, cu un miros care a fost comparat cu „plastic ars”. Un moderator de pe forumurile UE ale Samsung a explicat,
„Acest lucru nu este îngrijorător. În timp ce S Pen-ul se află în husa sa, acesta este aproape de componentele interne ale telefonului, care vor genera căldură în timpul utilizării și vor face ca plasticul să se încălzească. Acest lucru poate mirosi a arsură, dar este similar cu mirosul pe care l-ați putea simți după ce v-ați lăsat mașina la soare timp de câteva ore. Scaunele și accesoriile din plastic din vehicul ar putea mirosi a cald, dar acest miros se va diminua după ce se răcește.”